# Ante Kuzmanić
 Ovo je glavno značenje pojma Ante Kuzmanić. Za druga značenja pogledajte Ante Kuzmanić (arhitekt).
Ante Kuzmanić (Split, 12. lipnja 1807. – Zadar, 10. prosinca 1879.), hrvatski novinar i liječnik.
Studirao je medicinu u Beču, a nakon studija radio je kao liječnik u Imotskom. Od 1832. godine radi kao predavač u školi za primalje u Zadru. 
Bio je velikim zanesenikom ilirstva, te je bio na čelu Zadarske filološke škole. Kuzmanić je želio da se u budućem hrvatskom standardiziranom jeziku sačuva ikavski izgovor u štokavskom jeziku (mliko) i pismo koje ima tradiciju u Dalmaciji i Slavoniji. Njegove su stavove podupirali i Gabro Puratić i Petar Krstitelj Baćić.
Od njegove novinarske karijere, valja istaknuti razdoblja kada je bio urednikom ovih novina:
- "Zora dalmatinska", (1844., 1846. – 1849.)
- "Glasnik dalmatinski" (1849.)
- "Pravdonoša" (1851.) i ostale novine.